# Lijst van spelers van Hibernian FC
Dit is een lijst van huidige en voormalige spelers van de Schotse voetbalclub Hibernian FC. De namen zijn alfabetisch gerangschikt.

## A
- Jean-Marc Adjovi-Boco
- Didier Agathe
- Junior Agogo
- Phil Airey
- Thomson Allan
- Harry Anderson
- Daniel Andersson
- Mickaël Antoine-Curier
- Steve Archibald
- Frédéric Arpinon
- Robert Atherton
- Bertie Auld
- Keegan Ayre

## B
- Jonathan Baillie
- Samuel Baird
- Gerry Baker
- Joe Baker
- Souleymane Bamba
- Eamon Bannon
- Dave Beaumont
- Abdessalam Benjelloun
- George Best
- Guillaume Beuzelin
- John Blackley
- Callum Booth
- Grant Brebner
- Des Bremner
- Bernard Breslin
- Craig Brewster
- Alistair Brown
- John Brown
- Mark Brown
- Scott Brown
- Simon Brown
- John Brownlie
- Matt Busby
- Kurtis Byrne

## C
- Gary Caldwell
- Ross Caldwell
- Paddy Callaghan
- Ian Cameron
- John Campbell
- Ross Campbell
- Martin Canning
- Mark Caughey
- Gordon Chisholm
- Ross Chisholm
- Nick Colgan
- Derek Collins
- John Collins
- Bobby Combe
- Mike Conroy
- Peter Cormack
- Steven Cowan
- David Crawford
- Stevie Crawford
- Patrick Cregg
- Alex Cropley
- Ulises de la Cruz
- Lee Currie

## D
- Paul Dalglish
- Frédéric Daquin
- Clive Delaney
- Shaun Dennis
- Francis Dickoh
- Klaus Dietrich
- Jakub Diviš
- Stephen Dobbie
- Darren Dods
- Clayton Donaldson
- Darryl Duffy
- Michael Dunbar
- Arthur Duncan
- James Dunn
- Gordon Durie

## E
- Roland Edge

## F
- George Farm
- David Farrell
- Paddy Farrell
- Paul Fenwick
- Billy Findlay
- Steven Fletcher
- Thomas Flynn
- Jordan Forster
- Mike Franks

## G
- Daniel Galbraith
- Matt Gallagher
- Thierry Gathuessi
- David Gibson
- Stephen Glass
- Robert Glen
- Andy Goram
- Alan Gordon
- Ólafur Gottskálksson
- Jock Govan
- Alan Gow
- Bill Gowdy
- Edwin de Graaf
- Brian Grant
- John Grant
- Archibald Gray
- Damon Gray
- Leigh Griffiths
- Dávid Gróf
- Jonathan Grounds
- William Groves
- Peter Guggi
- Patrick Guillou
- Bryan Gunn

## H
- Brian Hamilton
- Willie Hamilton
- Daniel Handling
- Paul Hanlon
- Joe Harper
- Kevin Harper
- William Harper
- Michael Hart
- Paul Hartley
- Fabrice Henry
- Chris Hogg
- Paul Holsgrove
- Grant Holt
- Lewis Horner
- Hugh Howie
- John Hughes
- Gordon Hunter
- Eduardo Hurtado
- Morten Hyldgaard

## J
- Mathias Jack
- Darren Jackson
- Craig James
- Earl Jean
- Jonatan Johansson
- Leslie Johnston
- Bobby Johnstone
- Torben Joneleit
- Jack Jones
- Robert Jones

## K
- Paul Kane
- Peter Kavanagh
- Joe Keenan
- John Kennedy
- Brian Kerr
- Peter Kerr
- Chris Killen
- Billy Kirkwood
- Oumar Kondé
- Amadou Konte
- Matthias Kouo-Doumbé

## L
- Bjarnólfur Lárusson
- Russell Latapy
- Ulrik Laursen
- Mark Lee
- Dirk Lehmann
- Jim Leighton
- Danny Lennon
- Marc Libbra
- Andrew Lovell
- Paul Lovering
- James Lundie
- Sean Lynch

## M
- John MacLeod
- Murdo MacLeod
- John Madsen
- James Main
- Yves Makabu-Makalambay
- Zbigniew Małkowski
- Gordon Marshall
- Lilian Martin
- Neil Martin
- Shelton Martis
- János Mátyus
- Joe McBride
- Kevin McBride
- Gerry McCabe
- Dermot McCaffrey
- Stuart McCaffrey
- Kevin McCann
- William McCartney
- George McCluskey
- Jamie McCluskey
- Pat McConnell
- Darren McCormack
- Kevin McDonald
- James McGhee
- Pat McGinlay
- Martin McIntosh
- Roddy McKenzie
- James McLaren
- Tom McManus
- Andrew McNeil
- Jamie McQuilken
- Joe Miller
- Kenny Miller
- Liam Miller
- Willie Miller
- Filipe Morais
- Sam Morrow
- Ewan Moyes
- Colin Murdock
- David Murphy
- Antonio Murray
- Ian Murray
- Patrick Murray

## N
- Robert Neil
- Kevin Nicol
- Colin Nish
- Patrick Noubissie

## O
- Alan O'Brien
- Garry O'Connor
- Sean O'Hanlon
- John O'Neil
- Michael O'Neill
- Alen Orman
- Willie Ormond
- Isaiah Osbourne

## P
- Mixu Paatelainen
- Paco Luna
- Guðlaugur Pálsson
- John Parke
- Eric Paton
- Steve Pinau
- Lee Power
- David Proctor

## R
- John Rankin
- Alan Reid
- Andrew Reid
- David Reid
- Lawrie Reilly
- Henry Rennie
- Brian Rice
- Juha Riippa
- Derek Riordan
- Henry Ritchie
- William Robb
- Craig Rocastle
- Dénes Rósa
- Alan Rough
- Anthony Rougier
- Humphrey Rudge

## S
- Franck Sauzée
- Eric Schaedler
- Thorsten Schmugge
- Jimmy Scott
- Martin Scott
- Robert Shannon
- David Shaw
- Jay Shields
- Dean Shiels
- Ronnie Simpson
- Allan Smart
- Darren Smith
- Gary Smith
- Gordon Smith
- Graeme Smith
- Scott Smith
- Akpo Sodje
- Thomas Sowunmi
- Derek Spalding
- Ivan Sproule
- Graham Stack
- Pat Stanton
- David Stephens
- Lewis Stevenson
- George Stewart
- Michael Stewart
- Anthony Stokes
- Grzegorz Szamotulski

## T
- Scott Taggart
- Steven Thicot
- Darran Thomson
- Kevin Thomson
- Matt Thornhill
- Alioune Touré
- Richie Towell
- Valdas Trakys
- Eddie Turnbull
- Steven Tweed

## U
- John Urquhart

## V
- Ricardo Vaz Te
- Dylan Vente
- Mark Venus

## W
- Andy Walker
- Jan Wasiewicz
- Brian Welsh
- Sean Welsh
- Steven Whittaker
- Sean Widera
- Ray Wilkins
- Peter Wilson
- Jarkko Wiss
- David Wotherspoon
- Keith Wright
- Paul Wright

## Y
- Fabián Yantorno
- Tommy Younger

## Z
- Yannick Zambernardi
- David van Zanten
- Abderaouf Zarabi
- Merouane Zemmama
- David Zitelli